# Reckless (Bryan Adams)
Reckless è il quarto album del cantante rock canadese Bryan Adams pubblicato nel 1984 dalla A&M Records.
L'album ha raggiunto la prima posizione nella Billboard 200 per due settimane, in Canada e Nuova Zelanda, la seconda in Australia e Norvegia, la quinta in Svezia, la settima nel Regno Unito e la decima in Svizzera; infatti è considerato il secondo maggior successo del cantautore, vendendo oltre 12 milioni di copie nel mondo.
. Sei singoli sono stati estratti dall'album e pubblicati: Run to You, Somebody, Heaven, Summer of '69, One Night Love Affair, e It's Only Love. Tutti i sei singoli sono entrati nella top 15 della Billboard Hot 100, solo Thriller di Michael Jackson e Born in the U.S.A. di Bruce Springsteen erano riusciti in precedenza. L'album è stato registrato presso i Little Mountain Sound Studios a Vancouver, Canada, co-prodotto da Bob Clearmountain.
Nell'aprile del 2014 è stata annunciata una riedizione per il trentennale del disco con del materiale inedito e l'uscita sarebbe stata prevista per l'8 settembre di quello stesso anno; ma viene posticipata per il 10 novembre ed è disponibile in versione doppio disco e super deluxe box-set con 2 dischi, un DVD e un Blu-ray.

## Registrazione e Produzione
(Jim Vallance)
Dopo il lungo tour per il sostegno di Cuts Like a Knife, Adams era infelice con il processo di registrazione, decise di prendere un mese di pausa. Adams e Vallance continuarono a scrivere e registrare canzoni per l'album per tutto il 1983 e il 1984, e le sessioni di registrazione iniziarono nel marzo 1984, ai Little Mountain Sound Studios di Vancouver. Hanno lavorato con il produttore Bob Clearmountain, che aveva co-prodotto il precedente album di Adams Cuts Like a Knife.
Nove tracce per l'album furono completate nell'agosto 1984, dopo che Adams e Clearmountain volarono a New York per registrare alcune sovraincisioni vocali presso i Power Station Studios. Tuttavia, Adams non era completamente soddisfatto dell'album e consultò il suo manager Bruce Allen, che ascoltò l'album e chiese: "Dov'è il rock?". Ciò spinse Adams e Vallance a tornare a Vancouver e registrare nuovamente due canzoni: One Night Love Affair e Summer of '69, oltre a scrivere Kids Wanna Rock; l'album fu finalmente completato più tardi quel mese.

## Canzoni
- Heaven brano co-scritto da Adams e Jim Vallance, la registrazione è iniziata il 6 giugno e dopo due giorni è terminata. La canzone è stata registrata per il film A Night in Heaven, ed è stato mixato da Bob Clearmountain, raggiunse il numero 1° nella US Billboard Hot 100 nel giugno 1985, il singolo è stato certificato oro in Canada nel 1985.[23]
- Run To You è stata scritta nel mese di gennaio 1983, la registrazione è iniziata ad aprile 1984 per concludersi dopo l'estate presso gli studi Little Mountain Sound Studios di Vancouver. È stato mixato al Power Station Studios di New York da Bob Clearmountain,[24] raggiunse la testa della Billboard Mainstream Rock Tracks  e ha raggiunto la 6ª posizione nella Billboard Hot 100; Il singolo è stato certificato oro in Canada nel 1985.[25]
- Summer of '69 è stata scritta il 25 gennaio 1984 con Jim Vallance. La registrazione ha avuto luogo presso Little Mountain Sound Studios, dove il brano è stato registrato per tre volte durante l'inverno. È stato mixato al Power Station Studios di New York da Bob Clearmountain nel settembre 1984[26], raggiunse la 5ª posizione nella Billboard Hot 100, è stato un successo commerciale in tutto il mondo.[27]
- Somebody raggiunse la vetta della Billboard Mainstream Rock Tracks e ha raggiunto la 11ª posizione della Billboard Hot 100.[28]
- It's Only Love raggiunse la 15ª posizione della Billboard Hot 100.Il singolo è stato nominato per un Grammy Award per la Grammy Award for Best Rock Vocal Performance di un Duetto. Nel 1986, la canzone ha vinto un MTV Video Music Award per la miglior performance live.[29]
- One Night Love Affair raggiunse la 13ª posizione nella Billboard Hot 100 e la posizione 7° nella Mainstream Rock Tracks.[30]

## Pubblicazione e ricezione critica
| Recensione                    | Giudizio |
| ----------------------------- | -------- |
| AllMusic                      | [ 31 ]   |
| Robert Christgau              | C-       |
| Rolling Stone                 | [ 33 ]   |
| The Rolling Stone Album Guide | [ 34 ]   |
| Encyclopedia of Popular Music | [ 35 ]   |
|                               | 7/10     |
|                               | [ 35 ]   |

Reckless ha raggiunto la posizione numero uno della Billboard 200 . Ha raggiunto la posizione numero 6 sulla Billboard 200 nel gennaio 1985 prima di uscire fuori dalla top ten. Il successo dei singoli " Heaven " e " Summer of '69 " hanno rinnovato interesse per l'album e ha cominciato risalire la classifica, fino a raggiungere la posizione numero 1 nel mese di agosto 1985.
Reckless inclusi i singoli di successo " Run to You "," Heaven "," Summer of '69 "," One Night Love Affair "," Somebody ", e" It's Only Love". Tutti i singoli avevano accompagnamento video musicali diretti da Steve Barron, e ognuno tracciato della Billboard Hot 100, con "Run to You", "Summer of '69", e "Heaven", con un picco nella top ten. "Heaven" sarebbe diventato il singolo di maggior successo di Reckless al momento della sua uscita nelle classifiche di musica degli Stati Uniti, raggiungendo il numero uno della Billboard Hot 100 e il numero nove della classifica "Mainstream Rock".
Il singolo "It's Only Love" è stato nominato per un Grammy Award come "Best Rock Performance Vocals" . Nel 1986, la canzone ha vinto un MTV Video Music Award per la miglior "Stage Performance" . L'album è il più venduto negli Stati Uniti ed è stato certificato cinque volte disco di platino con oltre 5 milioni copie vendute.
L'album è stato classificato n ° 49 su Kerrang! nella "100 Greatest Heavy Metal Albums of All Time", e il 99° nella "Greatest Rock Album of All Time" ed è stato nominato anche alla 12ª posizione nella "Greatest Canadian Album of All Time" da Bob Mersereau nel suo libro "The Top 100 Canadian Albums". Reckless è stato certificato undici volte disco di platino da Music Canada, per 1.100.000 copie spedite in Canada, ed è stato il primo album canadese a vendere oltre un milione di copie nel paese. È inoltre certificato cinque volte platino dalla RIAA per 5.000.000 di copie spedite negli Stati Uniti e tre volte platino dalla BPI per 900.000 copie spedite nel Regno Unito. Al 2014, sono state vendute oltre 12 milioni di copie dell'album in tutto il mondo.

## Tracce
Tutte le canzoni sono scritte e composte da Bryan Adams e Jim Vallance.
1. One Night Love Affair – 4:32
2. She's Only Happy When She's Dancin – 3:14
3. Run to You – 3:54
4. Heaven – 4:03 – con Steve Smith
5. Somebody – 4:44
6. Summer of '69 – 3:35
7. Kids Wanna Rock – 2:36
8. It's Only Love – 3:15 – con Tina Turner
9. Long Gone – 3:57
10. Ain't Gonna Cry – 4:06

## Reckless Tour
Il Reckless Tour inizia nel dicembre del 1984, dove si esibisce, assieme alla sua band di supporto in alcune metropoli degli Stati Uniti, quali Chicago, Detroit e Cleveland.
Nel 1985 il Tour fa tappa in tutti gli Stati Uniti, dove l'album Reckless aveva conquistato 4 dischi di platino, successivamente in Canada, Australia, Europa e infine in Giappone.
Nel Tour europeo che vede Adams svolgere concerti in diverse Nazioni, quali Finlandia, Norvegia, Svezia, Danimarca, Germania, Svizzera, Gran Bretagna, Francia, Austria, Italia.
In circa 25 date del Tour europeo, Adams è da supporto a Tina Turner per il suo Private Dancer Tour '84&'85.
L'apice viene raggiunto negli Stati Uniti, quando il 14 e 15 settembre 1985, svolge due concerti sold out al Madison Square Garden di New York.

### Reckless 30th Anniversary Tour 2014/15
Il Reckless 30th Anniversary Tour UK / EU è stato effettuato nei mesi di novembre e dicembre 2014. Oltre al Regno Unito, il Reckless 30th Anniversary Tour  ha fatto tappa in molti paesi europei fra cui Francia, Belgio, Paesi Bassi, Germania, Svizzera, Austria, Slovenia, Polonia, Danimarca, Norvegia, Svezia, Finlandia, Lituania, Lettonia, Bielorussia e nel 2015 ha fatto tappa in Nord America.

## Edizione del Trentennale
Il 10 novembre 2014 per commemorare il 30º anniversario della sua prima pubblicazione, Reckless verrà ripubblicato in diversi formati:
- Deluxe 2 CD: 2 CD, il primo è l'album originale con l'aggiunta di tracce inedite, mentre il secondo contiene il concerto del cantautore canadese all'Hammersmith Odeon nel 1985.
- Super Deluxe: 2 CD + 1 DVD + Blu-ray, ci sono i dischi della precedente edizione ma c'è anche un DVD intitolato Reckless - The Movie una probabile riedizione dell'omonima VHS che contiene i video musicali dei singoli estratti dal disco più This Time e l'edizione in Blu-ray dell'album originale.
- 2LP Vinyl: 2 Vinili degli stessi dischi dell'edizione deluxe

### Deluxe 2 CD
Disco 1 (album originale rimasterizzato con tracce bonus)
1. One Night Love Affair
2. She's Only Happy When She's Dancin’
3. Run To You
4. Heaven
5. Somebody
6. Summer Of '69
7. Kids Wanna Rock
8. It's Only Love
9. Long Gone
10. Ain't Gonna Cry
11. Let Me Down Easy (inedita)[48]
12. Teacher, Teacher (inedita)[49]
13. The Boy's Night Out (inedita)[50]
14. Draw The Line
15. Play To Win (inedita)[51]
16. Too Hot To Handle (inedita)[52]
17. Reckless (inedita)[53]

Disco 2 (Live at Hammersmith Odeon, 1985)
1. Remember
2. The Only One
3. It's Only Love
4. Kids Wanna Rock
5. Long Gone
6. Cuts Like a Knife
7. Lonely Nights
8. Tonight
9. This Time
10. The Best Was Yet To Come
11. Heaven
12. Run To You
13. Somebody
14. Straight From The Heart
15. Summer of ‘69

### Super Deluxe
DVD (Reckless - The Movie)
1. Run To You (Intro)
2. This Time
3. Summer Of '69
4. Somebody
5. Kids Wa'nna Rock
6. Heaven
7. Run To You
8. One Night Love Affair
9. It's Only Love (feat. Tina Turner)

Blu-ray (Reckless)
Le stesse tracce del disco originale rimasterizzate

## Formazione
- Bryan Adams - lead vocals, guitars, piano, harmonica
- Keith Scott - guitars, backing vocals
- Jim Vallance - percussion
- Dave Taylor  - bass guitar
- Pat Steward - drums, backing vocals
- Tommy Mandel - keyboards
- Jody Perpick - backing vocals, background sounds
- Mickey Curry - drums
- Tina Turner - lead vocals on "It's Only Love"
- Steve Smith  - drums on "Heaven"

## Engineering
- Mike Fraser - engineering, mixing
- Michael Sauvage - engineering, mixing
- Bob Ludwig - mastering
- Bob Clearmountain - mixing

## Classifiche

### Classifiche settimanali
| Classifica (1985) | Posizione massima |
| ----------------- | ----------------- |
| Australia         | 2                 |
| Canada            | 1                 |
| Finlandia         | 14                |
| Germania          | 19                |
| Norvegia          | 2                 |
| Nuova Zelanda     | 1                 |
| Paesi Bassi       | 23                |
| Regno Unito       | 7                 |
| Stati Uniti       | 1                 |
| Svezia            | 5                 |
| Svizzera          | 10                |
| Classifica (1990) | Posizione massima |
| Paesi Bassi       | 11                |
| Classifica (2014) | Posizione massima |
| Belgio (Fiandre)  | 129               |
| Belgio (Vallonia) | 174               |

### Classifiche di fine anno
| Classifica (1985) | Posizione |
| ----------------- | --------- |
| Australia         | 9         |
| Canada            | 4         |
| Germania          | 19        |
| Nuova Zelanda     | 9         |
| Paesi Bassi       | 84        |
| Regno Unito       | 26        |
| Stati Uniti       | 2         |
| Classifica (1986) | Posizione |
| Australia         | 41        |
| Canada            | 39        |
| Stati Uniti       | 66        |
| Classifica (1990) | Posizione |
| Paesi Bassi       | 88        |
| Classifica (2024) | Posizione |
| Svezia            | 100       |

### Classifiche di tutti i tempi
| Classifica (1958–2018) | Posizione |
| ---------------------- | --------- |
| Stati Uniti            | 169       |

## Riconoscimenti
| Anno | Evento                 | Categoria                                     | Nomination     | Risultato       |
| ---- | ---------------------- | --------------------------------------------- | -------------- | --------------- |
| 1985 | Juno Awards            | Album of the Year                             | Reckless       | Vincitore/trice |
| 1985 | Juno Awards            | Single of the Year                            | Run to You     | Candidato/a     |
| 1985 | Juno Awards            | Male Vocalist of the Year                     | Reckless       | Vincitore/trice |
| 1985 | Juno Awards            | Composer of the Year                          | Reckless       | Vincitore/trice |
| 1985 | Juno Awards            | Producer of the Year                          | Reckless       | Candidato/a     |
| 1985 | MTV Video Music Awards | Best Direction                                | Run to You     | Candidato/a     |
| 1985 | MTV Video Music Awards | Best Special Effects                          | Run to You     | Candidato/a     |
| 1985 | MTV Video Music Awards | Best Art Direction                            | Run to You     | Candidato/a     |
| 1985 | MTV Video Music Awards | Best Editing                                  | Run to You     | Candidato/a     |
| 1985 | MTV Video Music Awards | Best Cinematography                           | Run to You     | Candidato/a     |
| 1985 | MTV Video Music Awards | Best Cinematography                           | Heaven         | Candidato/a     |
| 1986 | MTV Video Music Awards | Best Stage Performance Video                  | It's Only Love | Vincitore/trice |
| 1986 | MTV Video Music Awards | Best Male Video                               | Summer of '69  | Candidato/a     |
| 1986 | Grammy Awards          | Best Rock Vocal Performance Male              | Reckless       | Candidato/a     |
| 1986 | Grammy Awards          | Best Rock Vocal Performance by a Duo or Group | It's Only Love | Candidato/a     |